# ونتاس دی زافارایا
ونتاس دی زافارایا (به اسپانیایی: Ventas de Zafarraya) یک منطقهٔ مسکونی در اسپانیا است که در استان گرانادا واقع شده‌است. ونتاس دی زافارایا ۱۹٫۲۳ کیلومتر مربع مساحت و ۱٬۱۸۱ نفر جمعیت دارد و ۹۲۰ متر بالاتر از سطح دریا واقع شده‌است.